# Kjell Inge Røkke
Kjell Inge Røkke (* 25. Oktober 1958 in Molde, Norwegen) ist ein norwegischer Geschäftsmann und Unternehmer, der 2006 als der drittreichste Mann Norwegens galt. Er stand unter anderem dem Konzern Aker Kværner (jetzt Aker Solutions) vor. 

## Leben
Røkke begann seine berufliche Karriere mit 18 Jahren als Fischer auf Booten seiner Heimatstadt Molde. Er verfügt nach eigenen Angaben über keine berufliche Ausbildung, er habe lediglich „die Universität der Gosse“ besucht, wie er selbst einmal ausgeführt hat. Er arbeitete in den Folgejahren mehrere Jahre auf Trawlern vor Alaska, womit er den Grundstock für sein erstes Vermögen legte. Anfang der 1990er Jahre kehrte er nach Norwegen zurück und begann damit, verschiedene Unternehmen aufzukaufen und umzustrukturieren.
Røkke ist bekannt für seinen luxuriösen Lebensstil. Zu seinem Immobilienbesitz zählen neben einer „Hütte“ für 150 Millionen NOK in Oppdal auch ein neu erbautes „Herrenhaus“ in Konglungen. Er ist ferner Eigner der Luxusyacht Reverie, einer der größten Yachten der Welt mit eigenem Hubschrauber, sowie der Yacht Celina Bella,  einer privaten Boeing 737, eines Lamborghini Diablo, mehrerer Land Rover, eines Audi S8 und eines Mercedes-Benz CL 600.
Røkke und sein Partner Bjørn Rune Gjelsten waren 2002 am Transfer des Fußballvereins Wimbledon F.C. von London nach Milton Keynes beteiligt und änderten den Namen des Klubs in Milton Keynes Dons, was dazu führte, dass die Fans des Wimbledon F.C. den AFC Wimbledon gründeten. Røkke ist auch Sponsor des Molde FK und baute das Aker-Stadion.
1. Juli 2005 wurde Kjell Inge Røkke wegen Korruption zu 30 Tagen Freiheitsstrafe verurteilt. Er trat seine Haftstrafe in der Justizvollzugsanstalt Hof in Vestfold im Herbst 2007 an. Nach 25 Tagen wurde er aus der Haft entlassen.
Am 1. Mai 2017 erklärte er in einem Interview mit der Zeitung Aftenposten: „Ich möchte den Großteil dessen, was ich verdient habe, der Gesellschaft zurückgeben. Die REV Ocean ist ein Teil davon.“ Wie viel er in das Projekt dieses Forschungsschiffs für die Umweltschutzorganisation WWF stecken wird, bleibt sein Geheimnis: Mehr wollte er dazu nicht sagen. Es dürfte sich aber um eine sehr ansehnliche Summe handeln. Denn Røkke finanziert nicht nur den Bau, sondern will ab 2020, wenn das Schiff vom Stapel läuft, bis zu 60 Wissenschaftler sowie die 30-köpfige Besatzung bezahlen. „Das Meer hat mir große Möglichkeiten gegeben. Dafür bin ich sehr dankbar“, begründete Røkke sein Engagement.
Im September 2022 gab Røkke seinen Umzug von Asker nach Lugano in der Schweiz bekannt. Beobachter werteten den Schritt als Reaktion auf die unter der Regierung Støre erhöhten Vermögenssteuern in Norwegen.